# Xavier Legrand
Xavier Legrand (Melun, 28 de marzo de 1979) es un actor, guionista y director francés. Legrand fue nominado al Óscar al mejor cortometraje por su corto Avant que de tout perdre de 2013. Su primer largometraje Custodia compartida entró en la sección oficial del Festival Internacional de Cine de Venecia de 2017 y ganó el León de Plata a la mejor dirección.

## Filmografía
- Avant que de tout perdre (2013, corto)
- Custodia compartida (2017)

## Premios y distinciones
Premios Óscar
| Año  | Categoría                     | Película                 | Resultado |
| ---- | ----------------------------- | ------------------------ | --------- |
| 2014 | Mejor Cortometraje de Ficción | Avant que de tout perdre | Nominado  |

Festival Internacional de Cine de Venecia
| Año  | Categoría     | Película            | Resultado |
| ---- | ------------- | ------------------- | --------- |
| 2017 | León de plata | Custodia compartida | Ganador   |

Festival Internacional de Cine de San Sebastián
| Año  | Categoría                                 | Película            | Resultado |
| ---- | ----------------------------------------- | ------------------- | --------- |
| 2017 | Premio del Público-Mejor Película Europea | Custodia compartida | Ganador   |